# Ребровка (Мордовия)
Ребровка — деревня в Атяшевском районе Республики Мордовия. Входит в состав Атяшевского сельского поселения.

## География
Расположено на реке Каганка.

## История
В «Списке населённых мест Симбирской губернии за 1863» Ребровка владельческая деревня из 19 дворов входящая в состав Ардатовского уезда. Названа по фамилии владельцев Ребровских.

## Население
| 2002 | 2010 |
| ---- | ---- |
| 3    | ↘0   |

Национальный состав
Согласно результатам Всероссийской переписи населения 2002 года, в национальной структуре населения русские составляли 100 %.